# Unia Chrześcijańska (Holandia)
Unia Chrześcijańska (niderl. ChristenUnie, CU) – holenderska protestancka partia polityczna reprezentująca nurt chrześcijańskiej demokracji.

## Historia
Powstała w 2000 roku wskutek zjednoczenia dwóch partii protestanckich – RPF i GPV.
W wyborach parlamentarnych w 2002 roku zdobyła 4 mandaty w Tweede Kamer. W wyborach w 2003 roku zdobyła 3 mandaty. W kolejnych wyborach w 2006 roku zdobyła 6 mandatów. Od 2007 roku jest częścią koalicji rządzącej.
W wyborach do Europarlamentu w 2004 roku w koalicji z Polityczną Partią Protestantów (SGP) wprowadziła 1 deputowanego (Bastiaana Beldera). W wyborach w 2009 roku zdobyła 1 mandat.

## Program
CU uważa państwo za „miecz Boży”, a swój program opiera bezpośrednio o Biblię. Jest jednak za rozdziałem państwa i kościoła, dlatego że postrzega ich role w społeczeństwie jako oddzielne: kościół powinien szerzyć Słowo Boże, a rząd jedynie stać na straży moralności publicznej. Państwo powinno szanować religię swoich obywateli.
W sferze etycznej CU jest konserwatywna:
- sprzeciwia się małżeństwom homoseksualnym.
- chce zabronić eutanazji.
- zapowiada walkę z pornografią i prostytucją.
- opowiada się przeciwko polityce tolerancji wobec miękkich narkotyków.

## Elektorat
CU cieszy się poparciem ortodoksyjnych ewangelików reformowanych z wielu kościołów, takich jak: Kościół Protestancki w Holandii, Chrześcijańskie Kościoły Reformowane i Reformowane Kościoły w Niderlandach (wyzwolone). Ponadto członkowie nowych kościołów ewangelikalnych i członkowie wspólnot zielonoświątkowych także popierają tę partię. Elektorat CU jest skoncentrowany w mniejszych okręgach wiejskich holenderskiego Pasa Biblijnego, rozciągającego się od Zelandii do Overijssel. Ponadto partia czerpie poparcie ze środowisk chrześcijan-imigrantów, którzy zamieszkują głównie tereny miejskie. Kolejną grupą wyborców są coraz liczniejsi konserwatywni katolicy, niezadowoleni z niewystarczająco (ich zdaniem) chrześcijańskiej polityki CDA.

## Poparcie w wyborach

### Wybory doIzby Reprezentantów
| Wybory | Lider listy     | Wyniki  | Wyniki     | Mandaty | +/−  | Rząd              |
| Wybory | Lider listy     | Głosy   | %          | Mandaty | +/−  | Rząd              |
| ------ | --------------- | ------- | ---------- | ------- | ---- | ----------------- |
| 2002   | Kars Veling     | 240 953 | 2,54 (#8)  | 4/150   | Nowa | Opozycja          |
| 2003   | André Rouvoet   | 204 649 | 2,12 (#8)  | 3/150   | 1    | Opozycja          |
| 2006   | André Rouvoet   | 390 969 | 3,97 (#6)  | 6/150   | 3    | Koalicja rządząca |
| 2010   | André Rouvoet   | 305 094 | 3,24 (#8)  | 5/150   | 1    | Opozycja          |
| 2012   | Arie Slob       | 294 586 | 3,13 (#8)  | 5/150   | 0    | Opozycja          |
| 2017   | Gert-Jan Segers | 356 271 | 3,39 (#8)  | 5/150   | 0    | Koalicja rządząca |
| 2021   | Gert-Jan Segers | 350 523 | 3,37 (#8)  | 5/150   | 0    | Koalicja rządząca |
| 2023   | Mirjam Bikker   | 212 532 | 2,04 (#13) | 3/150   | 2    | Opozycja          |